# КТМ-5С
КТМ-5С — проект шестиосного двухсекционного высокопольного моторного трамвайного вагона, разрабатывавшийся в середине 1960-х годов Усть-Катавским вагоностроительным заводом им. С.М. Кирова. 

## История создания
В 1960-е годы темпы урбанизации в СССР значительно увеличились, и для крупных городов был необходим общественный транспорт с большой провозной способностью, поэтому в 1964 году Совет министров СССР поручил УКВЗ разработать сочлененный трамвайный вагон. Однако первая попытка завода создать сочленённый вагон (КТМ-4С) закончилась неудачей. Позднее, после разработки и производства двух вагонов КТМ-5М в 1965 году СКБ УКВЗ возвращается к вопросу проектирования сочлененных трамвайных вагонов. С учетом развития технических возможностей и потенциала завода было принято решение спроектировать и построить сочлененный вагон модели КТМ-5С на базе двух вагонов КТМ-5М с добавлением узла сочленения, опиравшегося на бегунковую тележку.

## Описание
За счёт использования полезной площади межвагонного соединения и кабины водителя второго вагона вместимость сочлененного трамвайного вагона увеличивалась на 10% по сравнению с суммарной вместимостью поезда по системе многих единиц из двух вагонов КТМ-5М. 

## Дальнейшая судьба
Из-за большого числа работ, связанных с доведением опытного производства четырехосных вагонов КТМ-5М до серийного, проектирование вагона КТМ-5С было приостановлено, а 
имеющаяся проектно-конструкторская документация была передана вагоноремонтному заводу в Ленинграде, где с внесением ряда изменений в проект был построен первый шестиосный отечественный сочлененный вагон – ЛВС-66.
Несмотря на это, УКВЗ в 1969 году, после начала серийного производства вагонов КТМ-5М, возвращается к проектированию своего сочлененного трамвайного вагона с учетом итогов опытной эксплуатации вагонов ЛВС-66, показавших серьезные конструкторские просчеты, из-за которых вагон не был рекомендован к серийному производству: узел сочленения не позволял проходить вагонам кривые малого радиуса, проблемы в новой косвенной системе управления ТЭД (тяговый электродвигатель), слабое основание рамы кузова. 
Полностью весь цикл проектных работ СКБ УКВЗ был завершен к началу 1970 года. Однако по неизвестным причинам было принято решение не реализовывать вагон КТМ-5С в металле.